# Mario Ančić
Mario Ančić (* 30. März 1984 in Split, SFR Jugoslawien) ist ein ehemaliger kroatischer Tennisspieler.

## Karriere
Mario Ančić begann mit dem Tennis im Alter von sieben Jahren und wurde 2001 Profi. Zum ersten Mal sorgte er 2002 für Aufsehen, als er in der ersten Runde von Wimbledon Roger Federer bezwang, für den es bis zum Wimbledonfinale 2008 die letzte Niederlage auf Rasen war.
2003 erreichte Ančić bei den Australian Open überraschend das Achtelfinale. Noch im selben Jahr hatte er bei den French Open den zu dieser Zeit stärksten Spieler der Saison, Andre Agassi, am Rande einer Niederlage, aber er unterlag trotz 2:0-Satzführung am Ende knapp mit 5:7 im fünften Satz.
2004 erreichte er beim Turnier von Mailand zum ersten Mal in seiner Karriere das Finale eines ATP-Turniers, dort unterlag er Antony Dupuis aus Frankreich mit 6:7 im dritten Satz.
Zudem erreichte er in diesem Jahr das Halbfinale von Wimbledon, indem er den Briten Tim Henman im Viertelfinale sehr deutlich besiegte. Im Halbfinale verlor er jedoch gegen Andy Roddick in vier sehr engen Sätzen. Außerdem gewann Ančić mit Ivan Ljubičić bei den Olympischen Spielen Bronze im Doppel.
2005 konnte Ančić in Den Bosch erstmals einen Turniersieg erringen, als er bei dem Rasenturnier im Finale den Doppelspezialisten Michaël Llodra bezwang. Zudem erreichte er 2005 das Endspiel der Turniere von Scottsdale und Tokio, unterlag dort jedoch seinen vermeintlich schwächeren Gegnern Wayne Arthurs und Wesley Moodie.
Im Dezember 2005 gewann Ančić mit Kroatien den Davis Cup und spielte dabei eine wichtige Rolle, weil er im entscheidenden Match Michal Mertiňák aus der Slowakei bezwang.
2006 erreichte Ančić auf Anhieb bei einem Vorbereitungsturnier zu den Australian Open in Auckland nach einem souveränen Turnierverlauf das Finale, unterlag dort jedoch Jarkko Nieminen aus Finnland. Im Februar erreichte er auch das Finale in Marseille, unterlag dort jedoch Arnaud Clément aus Frankreich. Im Mai gewann Ančić mit Kroatien den inoffiziellen Weltmeistertitel in Düsseldorf beim Arag World Team Cup mit einem Finalsieg gegen Deutschland. Außerdem erreichte er in diesem Jahr bei den French Open und in Wimbledon jeweils das Viertelfinale und verpasste nur knapp die Qualifikation für den Masters Cup. Bei den Australian Open 2007 schied er nach einem spannenden und sehr offen geführten Match nach fünf Sätzen (3:6, 6:3, 1:6, 7:5 und 4:6) gegen Andy Roddick im Achtelfinale aus.
Die Australian Open 2008 sagte er verletzungsbedingt ab. Nach sehr langer Verletzungspause kehrte er beim Turnier in Marseille wieder auf den Tennisplatz zurück.
Auf Anhieb erreichte er das Finale, in welchem er dem Briten Andy Murray unterlag. Auf dem Weg ins Finale besiegte er Marcos Baghdatis und auch den Lokalmatador und Australian-Open-Finalisten 2008, Jo-Wilfried Tsonga. In Wimbledon erreichte er das Viertelfinale, wo er dann dem fünfmaligen Turniersieger und Weltranglistenersten Roger Federer unterlag.
Ančićs höchste Platzierungen in der Weltrangliste waren Rang 7 im Einzel und 47 im Doppel.
Am 22. Februar 2011 erklärte Ančić den Rücktritt vom aktiven Tennissport aufgrund anhaltender Verletzungssorgen und Rückenschmerzen.

## Erfolge
| Legende                       |
| Grand Slam                    |
| Tennis Masters Cup            |
| ATP Masters Series            |
| ATP International Series Gold |
| ATP International Series (8)  |
| ATP Challenger Tour (6)       |

| Titel nach Belag |
| Hartplatz (3)    |
| Sand (1)         |
| Rasen (3)        |
| Teppich (1)      |

### Einzel

#### Turniersiege

##### ATP World Tour
| Nr. | Datum            | Turnier              | Belag       | Finalgegner      | Ergebnis      |
| --- | ---------------- | -------------------- | ----------- | ---------------- | ------------- |
| 1.  | 13. Juni 2005    | ’s-Hertogenbosch (1) | Rasen       | Michaël Llodra   | 7:5, 6:4      |
| 2.  | 19. Juni 2006    | ‘s-Hertogenbosch (2) | Rasen       | Jan Hernych      | 6:0, 5:7, 7:5 |
| 3.  | 23. Oktober 2006 | St. Petersburg       | Teppich (i) | Thomas Johansson | 7:5, 7:62     |

##### ATP Challenger Tour
| Nr. | Datum             | Turnier | Belag         | Finalgegner    | Ergebnis       |
| --- | ----------------- | ------- | ------------- | -------------- | -------------- |
| 1.  | 10. Februar 2002  | Belgrad | Teppich (i)   | Nenad Zimonjić | 6:2, 6:3       |
| 2.  | 24. November 2002 | Prag    | Hartplatz (i) | Jérôme Golmard | 6:1, 6:1       |
| 3.  | 1. Dezember 2002  | Mailand | Teppich (i)   | Grégory Carraz | 4:6, 6:3, 7:68 |
| 4.  | 2. Februar 2003   | Hamburg | Teppich (i)   | Rafael Nadal   | 6:2, 6:3       |

#### Finalteilnahmen
| Nr. | Datum              | Turnier       | Belag         | Finalgegner      | Ergebnis         |
| --- | ------------------ | ------------- | ------------- | ---------------- | ---------------- |
| 1.  | 13. Juni 2004      | Mailand       | Teppich (i)   | Antony Dupuis    | 4:6, 7:612, 6:75 |
| 2.  | 27. Februar 2005   | Scottsdale    | Hartplatz     | Wayne Arthurs    | 5:7, 3:6         |
| 3.  | 9. Oktober 2005    | Tokio         | Hartplatz     | Wesley Moodie    | 6:1, 6:77, 4:6   |
| 4.  | 15. Januar 2006    | Auckland      | Hartplatz     | Jarkko Nieminen  | 2:6, 2:6         |
| 5.  | 19. Februar 2006   | Marseille (1) | Teppich (i)   | Arnaud Clément   | 4:6, 2:6         |
| 6.  | 17. September 2006 | Peking        | Hartplatz     | Marcos Baghdatis | 4:6, 0:6         |
| 7.  | 17. Februar 2008   | Marseille (2) | Hartplatz (i) | Andy Murray      | 3:6, 4:6         |
| 8.  | 8. Februar 2009    | Zagreb        | Teppich (i)   | Marin Čilić      | 3:6, 4:6         |

### Doppel

#### Turniersiege

##### ATP World Tour
| Nr. | Datum              | Turnier          | Belag     | Partner         | Finalgegner                    | Ergebnis          |
| --- | ------------------ | ---------------- | --------- | --------------- | ------------------------------ | ----------------- |
| 1.  | 23. Juli 2003      | Indianapolis     | Hartplatz | Andy Ram        | Diego Ayala Robby Ginepri      | 2:6, 7:63, 7:5    |
| 2.  | 25. April 2005     | München          | Sand      | Julian Knowle   | Florian Mayer Alexander Waske  | 6:3, 1:6, 6:3     |
| 3.  | 11. September 2006 | Peking           | Hartplatz | Mahesh Bhupathi | Michael Berrer Kenneth Carlsen | 6:4, 6:3          |
| 4.  | 26. September 2006 | Mumbai           | Hartplatz | Mahesh Bhupathi | Rohan Bopanna Mustafa Ghouse   | 6:4, 6:76, [10:8] |
| 5.  | 15. Juni 2008      | ’s-Hertogenbosch | Rasen     | Jürgen Melzer   | Mahesh Bhupathi Leander Paes   | 7:65, 6:3         |

##### ATP Challenger Tour
| Nr. | Datum             | Turnier  | Belag         | Partner     | Finalgegner                                | Ergebnis          |
| --- | ----------------- | -------- | ------------- | ----------- | ------------------------------------------ | ----------------- |
| 1.  | 16. November 2002 | Helsinki | Hartplatz (i) | Lovro Zovko | Aleksandar Kitinov Jim Thomas              | 7:66, 4:6, 6:3    |
| 2.  | 3. April 2010     | Rom      | Hartplatz     | Ivan Dodig  | Juan Pablo Brzezicki Rubén Ramírez Hidalgo | 4:6, 7:68, [10:4] |

## Privates
Er hat zwei Geschwister Sanja Ančić und Ivica Ančić, die ebenfalls Tennisprofis sind.